# Ernst Gamillscheg (Byzantinist)

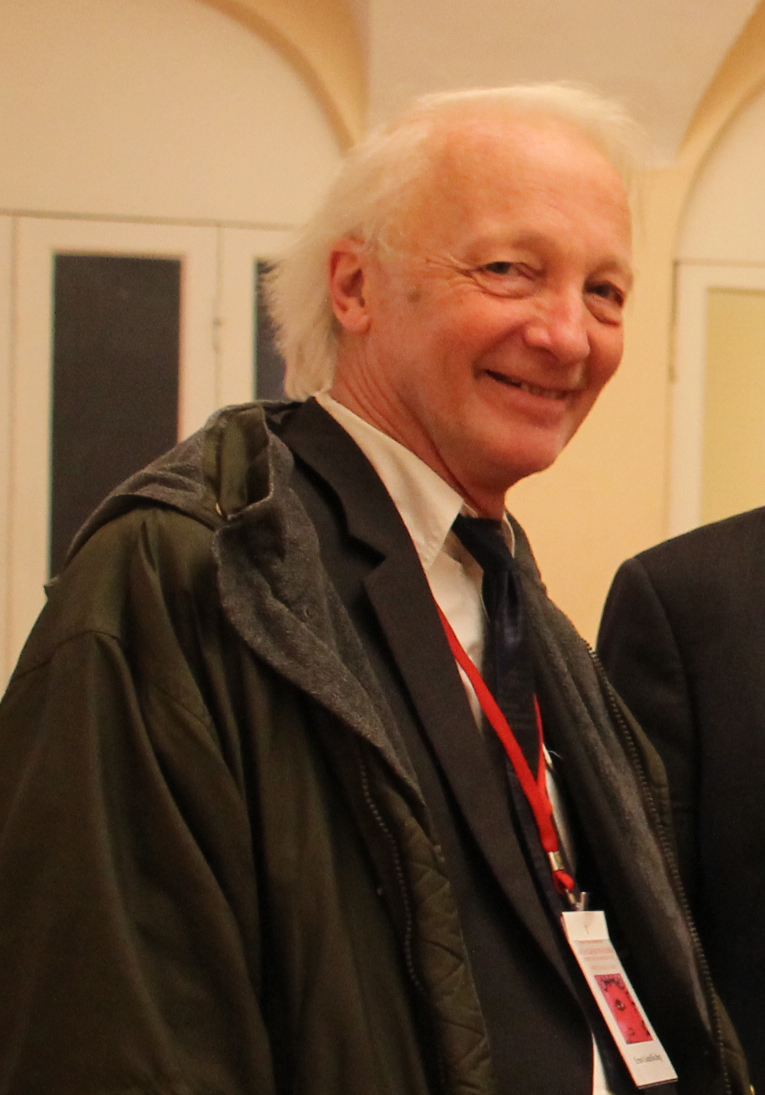
Ernst Gamillscheg, Sankt Petersburg (2014)

Ernst Gamillscheg (* 6. August 1950 in Wien) ist ein österreichischer Byzantinist, Paläograph und Bibliothekar.
Gamillscheg studierte Byzantinistik und Geschichte des Mittelalters. Nach der Promotion im Jahre 1974 war er Assistent am Institut für Byzantinistik und Neogräzistik der Universität Wien von 1975 bis 1984 sowie von 1985 bis 1992 Leiter der Fachbibliothek Byzantinistik und Neogräzistik an der Universitätsbibliothek Wien. Im Jahre 1990 erfolgte die Habilitation im Fach Byzantinistik an der Universität Wien. Von 1993 bis 2007 war er Direktor der Handschriften-, Autographen- und Nachlass-Sammlung der Österreichischen Nationalbibliothek. Gamillscheg ist in Forschung und Lehre auf dem Gebiet der Buchgeschichte und speziell der griechischen Paläographie tätig und hat Ausstellungen an der Österreichischen Nationalbibliothek organisiert.

## Publikationen
- mit Dieter Harlfinger, Herbert Hunger und Paolo Eleuteri: Repertorium der griechischen Kopisten 800–1600.  3 Bände, Wien: Österreichische Akademie der Wissenschaften, 1981–1997.
- mit Otto Mazal und Brigitte Mersich: Matthias Corvinus und die Bildung der Renaissance. Ausstellungskatalog der Österreichischen Nationalbibliothek, Wien 1994.
- Manuscripta Graeca. Studien zur Geschichte des griechischen Buches in Mittelalter und Renaissance (= Codices Manuscripti. Supplementum 3). Hollinek, Purkersdorf 2010.